# Ilha das Esculturas
A Ilha do Covo, mais conhecida como a Ilha das Esculturas ou Illa das Esculturas em galego, é um parque e uma ilha situada perto da foz do rio Lérez, em Pontevedra, Espanha. Tem uma área de 70.000 m²  e está ligada às duas margens do rio por passarelas e pontes para peões. É o maior e mais importante museu ao ar livre da Galiza e um dos mais importantes de Espanha.
Há um labirinto de 2 m de altura, um menir de granito rosa de 5 m de altura no cruzamento ou uma casa flutuante no rio Lérez no fundo da ilha. Quanto à fauna aquática, existem patos e carpas.

## História
A ilha formou-se no rio a partir dos sedimentos transportados pelo rio Lérez ali depositados porque o rio já está muito próximo do nível do mar e perde a sua força para transportar esses sedimentos para longe. No início, formou-se uma planície entremarés, mas o rio Lérez encontrou este obstáculo no seu caminho para a ria, e procurou um caminho alternativo, abrindo um canal do lado direito.
A ilha permaneceu em estado selvagem até 1997, quando foi transformada num parque. Posteriormente, foi realizado um projecto para o desenvolvimento deste espaço, com a criação de obras de arte contemporânea por 12 artistas de renome internacional, que tomaram como tema central o granito da Galiza e a relação do homem com o seu ambiente. É o exemplo mais importante de land art, uma tendência da arte contemporânea, na Galiza. O projecto foi oficialmente inaugurado a 29 de julho de 1999.

## Descrição

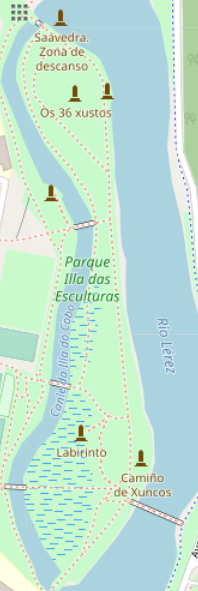
Mapa da Ilha das Esculturas

A ilha tem quase um quilómetro de comprimento e tem uma forma alongada. Tem uma área de juncos, prados, um caminho principal e caminhos secundários. Três pontes de madeira atravessam o canal interior e uma passarela estaiada sobre o rio Lérez liga-a ao Passeio do Lérez. Na ilha existem 12 esculturas de granito de artistas internacionais.
Na ilha vêm as marés e é utilizada por muitas aves como local de reprodução. É uma área protegida, declarada LIC (local de interesse comunitário). Localizada muito perto do campus de Pontevedra, a ilha é também utilizada por muitas pessoas como local para caminhadas ou treino desportivo.

### Obras
Como exemplos de Land Art, as obras em granito foram concebidas especificamente para este ambiente natural. As obras encontradas na ilha são as seguintes:
- Céu nublado, de Giovanni Anselmo.
- Lamed Vav / Os 36 justos, de Fernando Casás.
- sem título, de Jose Pedro Croft.
- Pirâmide, de Dan Graham.
- Petrarca, de Ian Hamilton Finlay.
- sem título, de Jenny Holzer.
- Saavedra, de Francisco Leiro.
- Linha de Pontevedra, de Richard Long.
- Labirinto de Pontevedra, de Robert Morris. Recria a Pedra do Labirinto, a partir dos petróglifos de Mogor.[9]
- Uma Folie ou Petit Paradis para Pontevedra, de Anne e Patrick Poirier.
- sem título, de Ulrich Rückriem.
- Xaminorio xunquemenes abay, de Enrique Velasco.

## Galeria de imagens

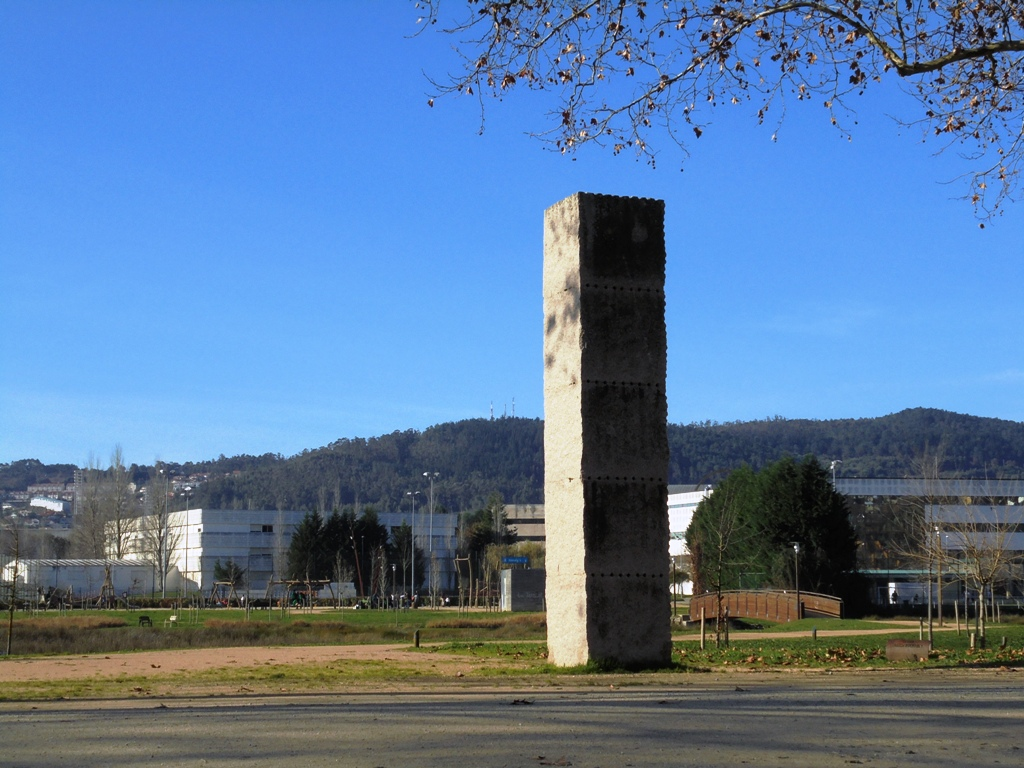
Sem título, menir em granito de Ulrich Rückriem.
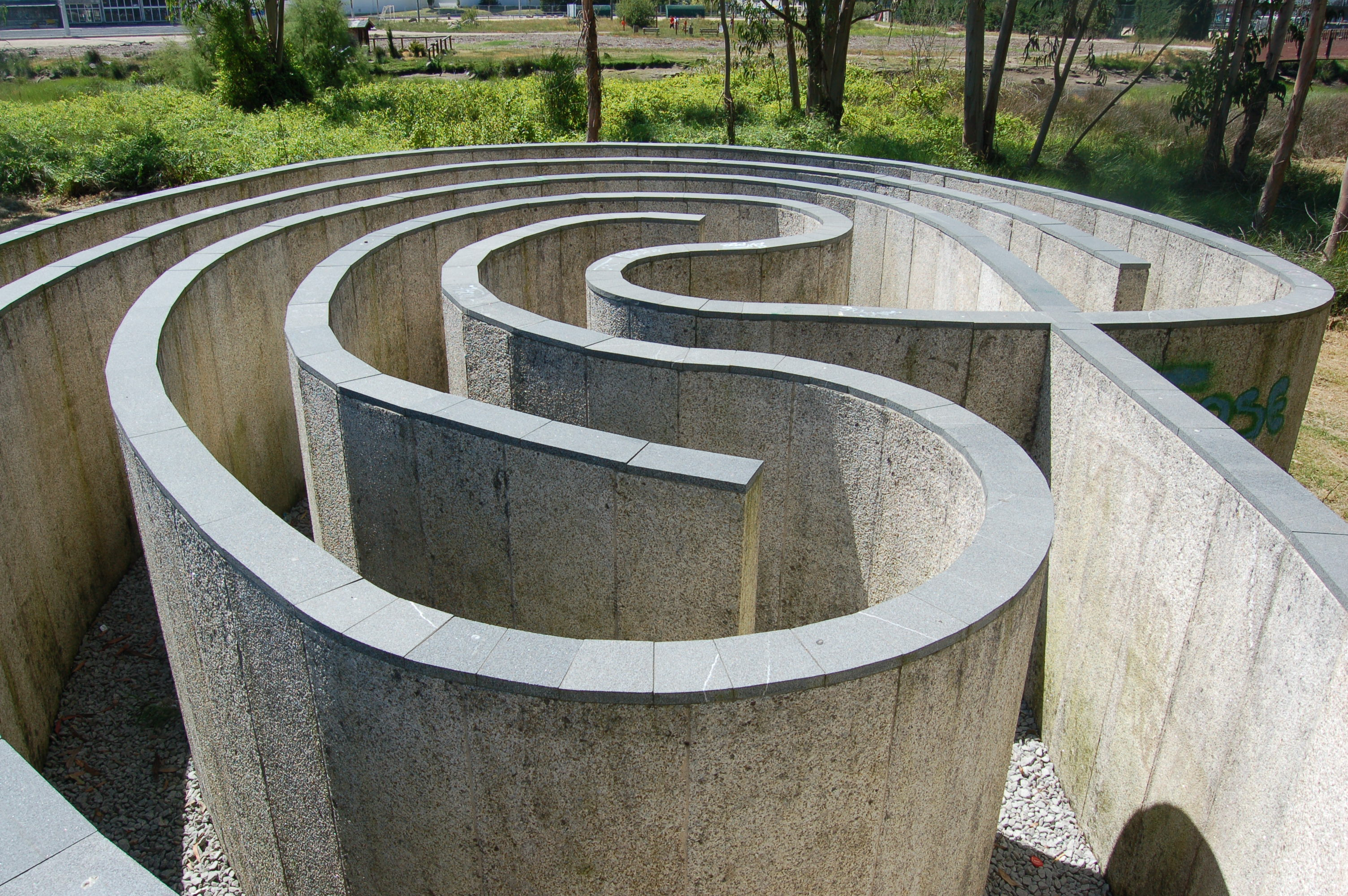
Labirinto de Pontevedra, de Robert Morris.
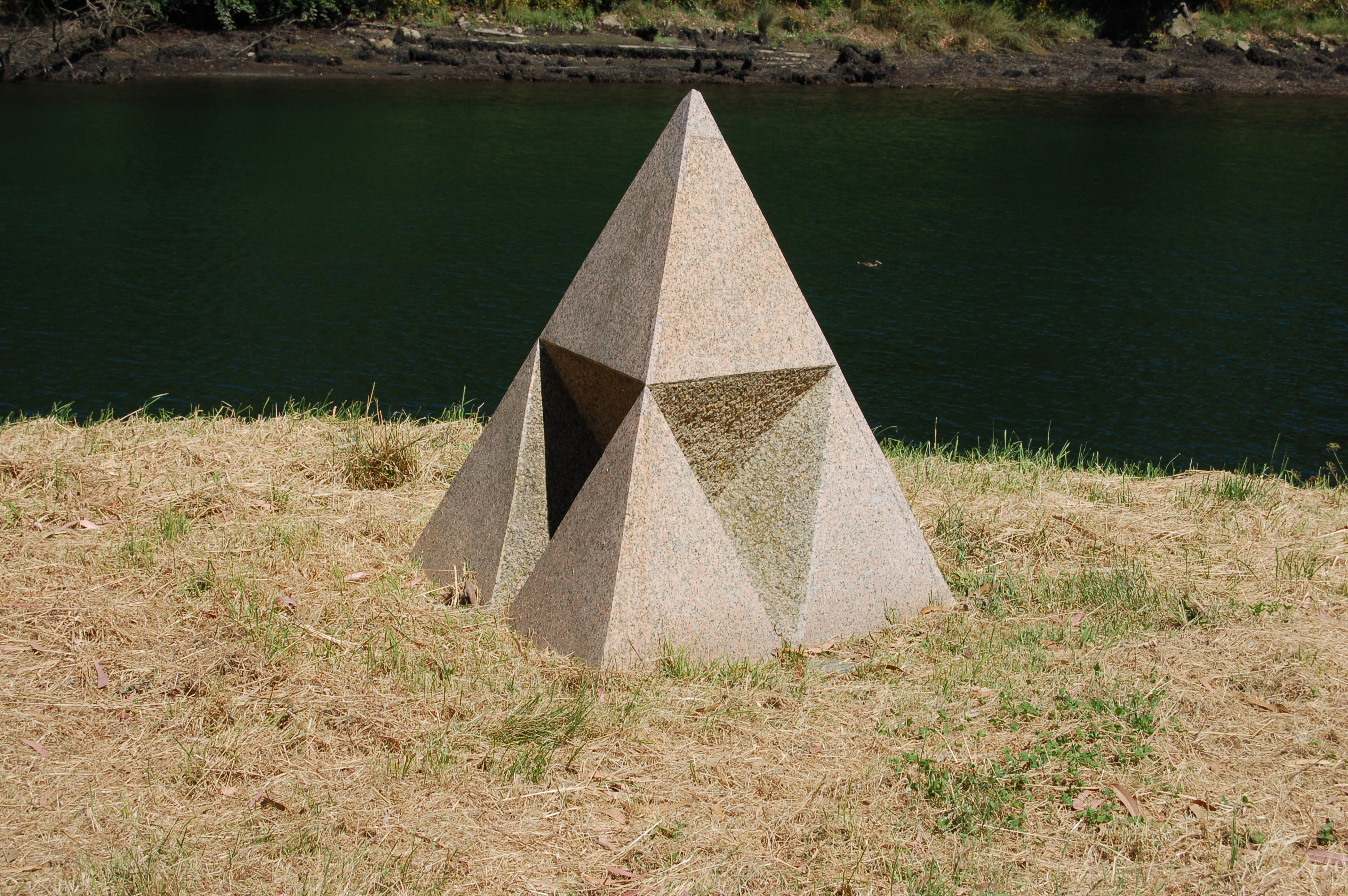
Pyramid, de Dan Graham.
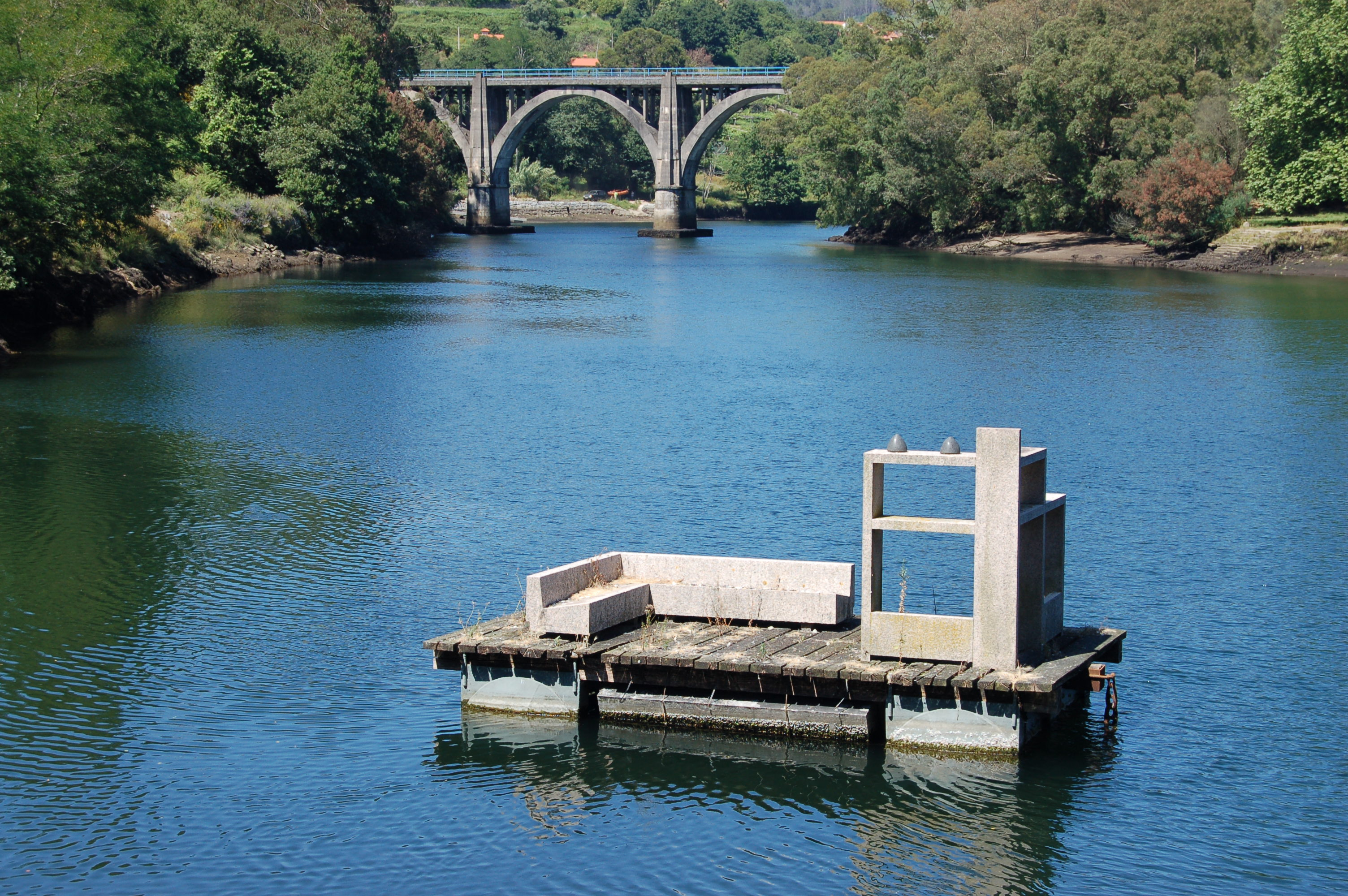
Saavedra, de Francisco Leiro, casa flutuante ou mexilhoeira.
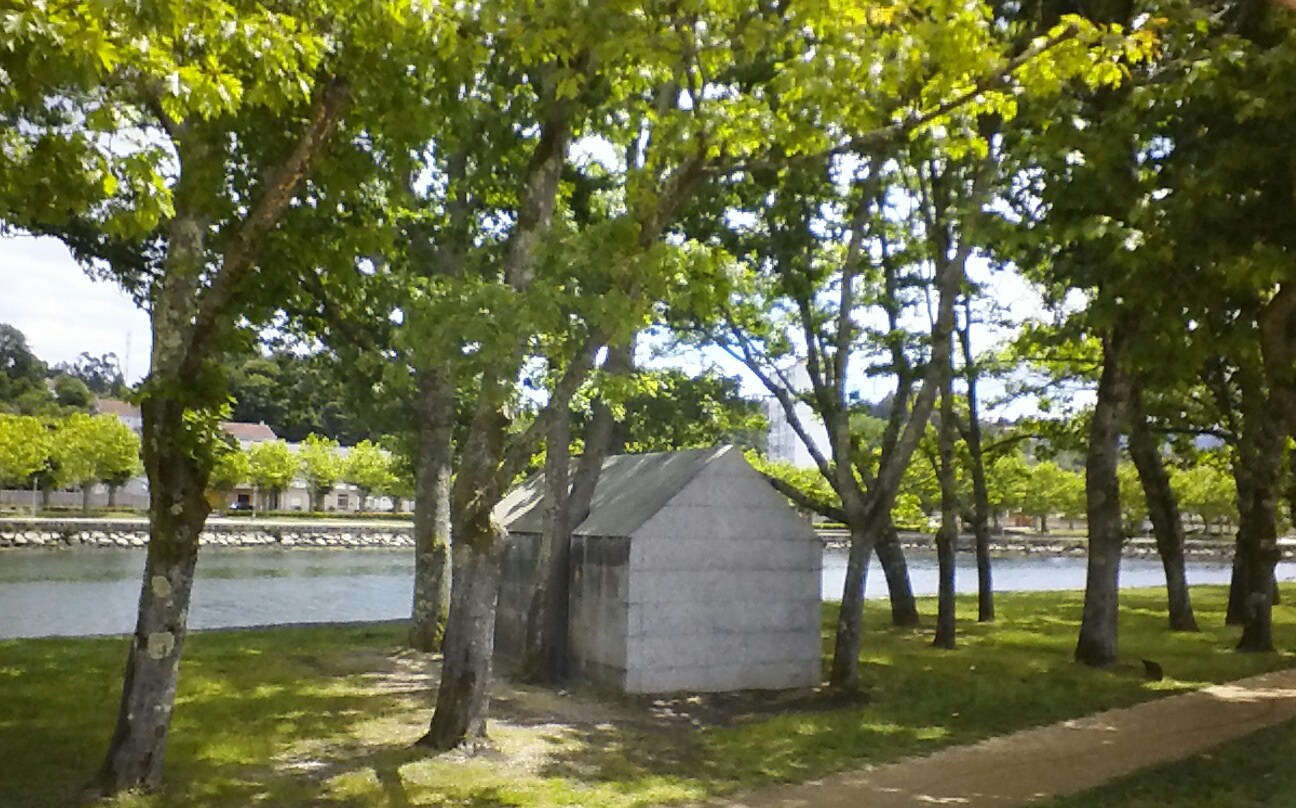
Casinha de José Pedro Croft.
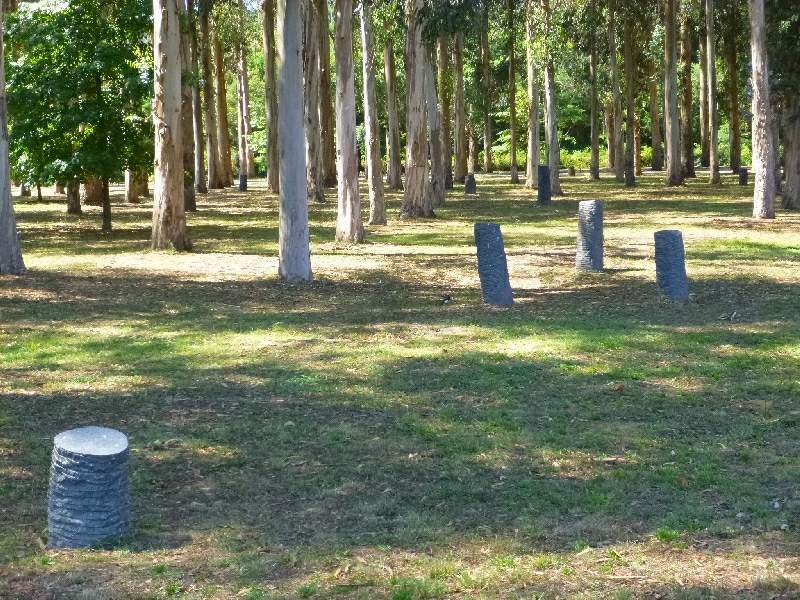
Lamed Vav / Os 36 justos, de Fernando Casás.
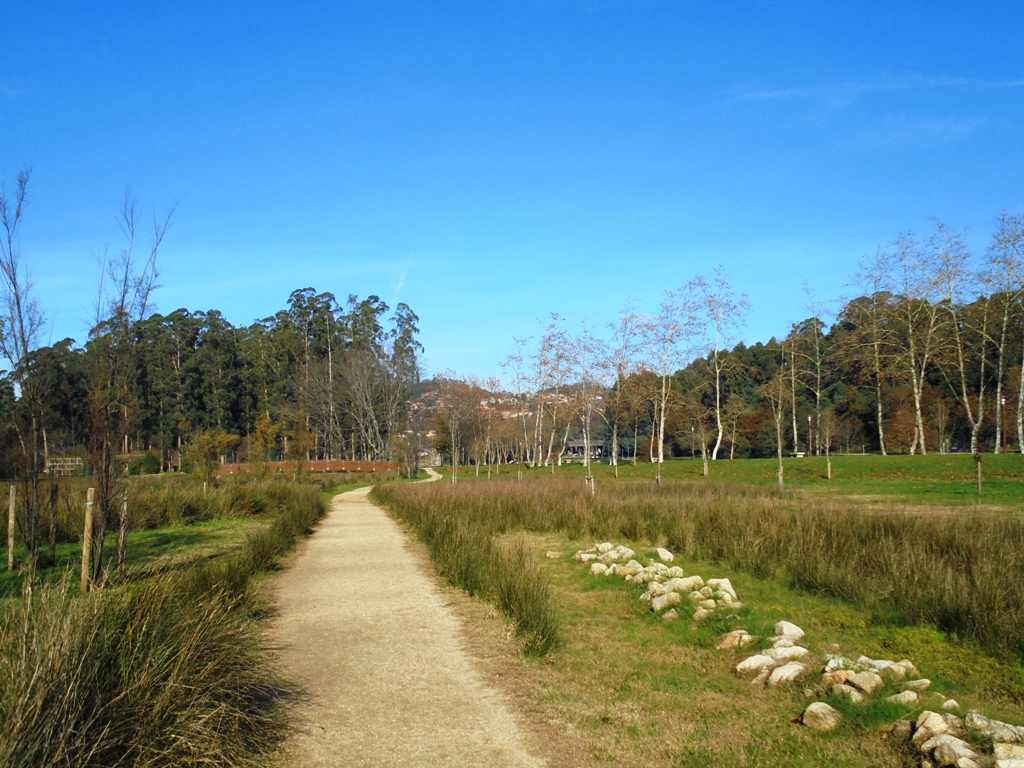
Pontevedra Line de Richard Long.
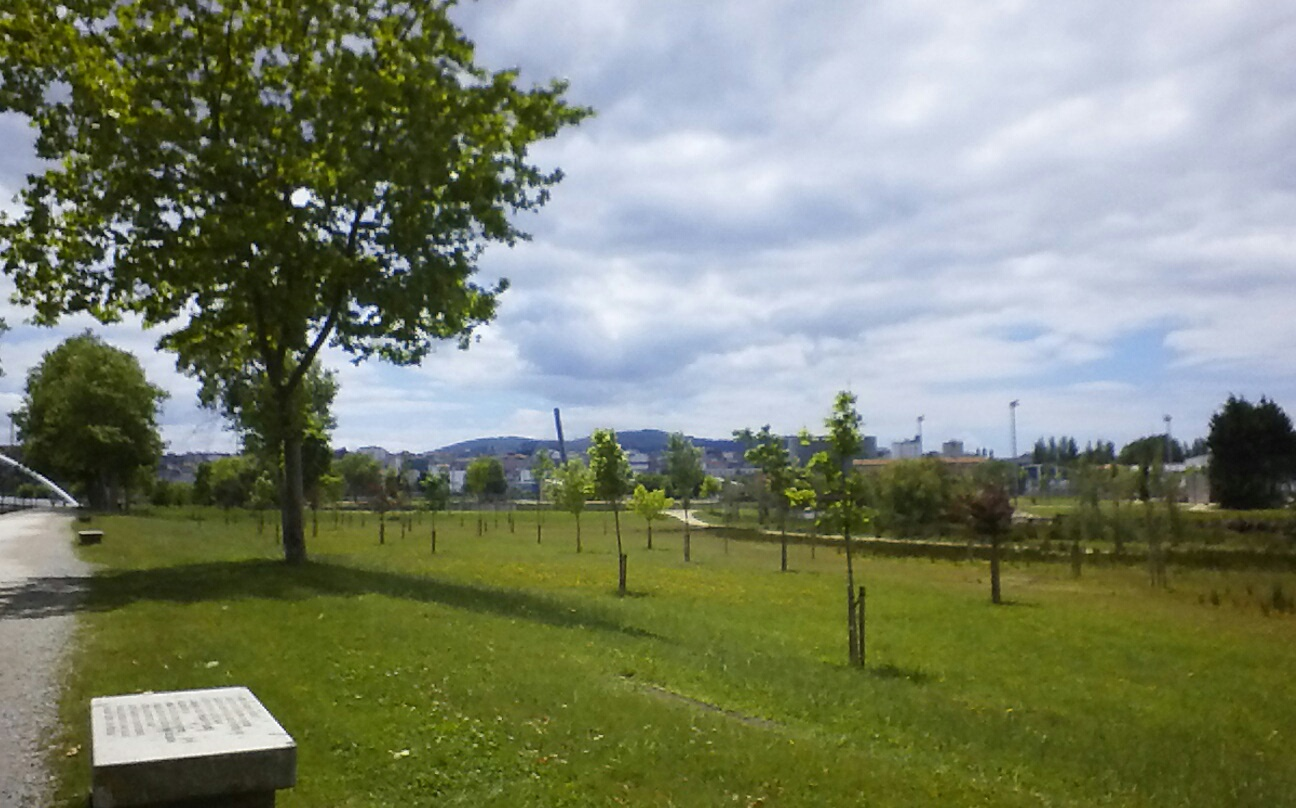
Bancos de granito de Jenny Holzer.
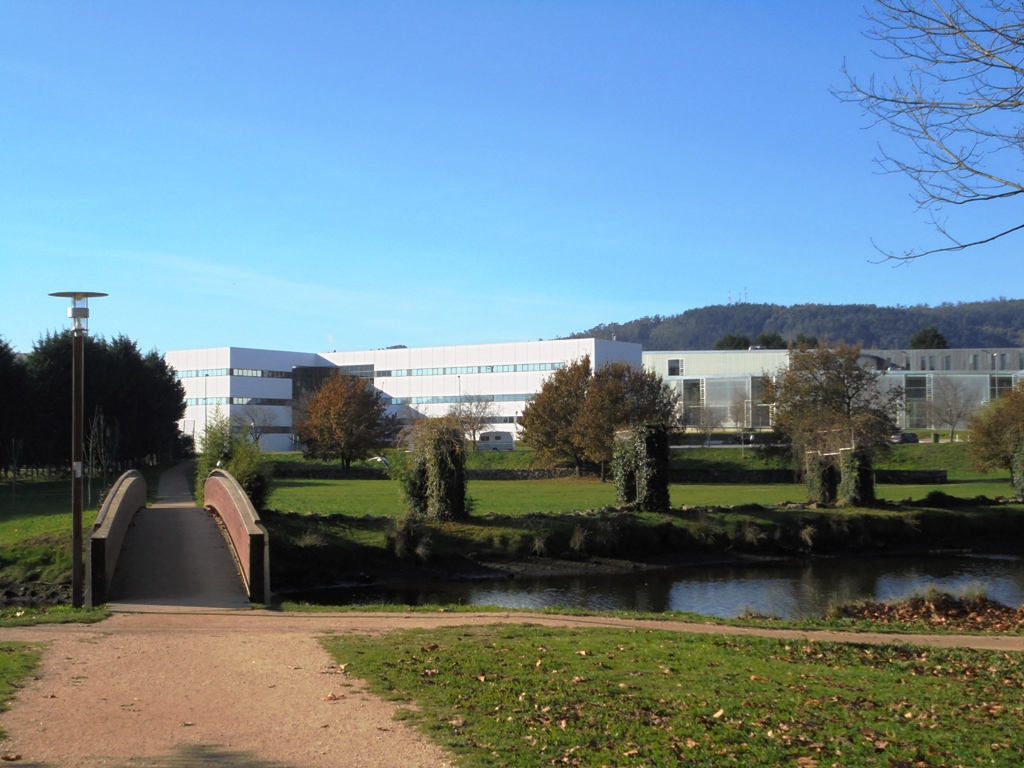
Folie de Patrick e Anne Poirier.
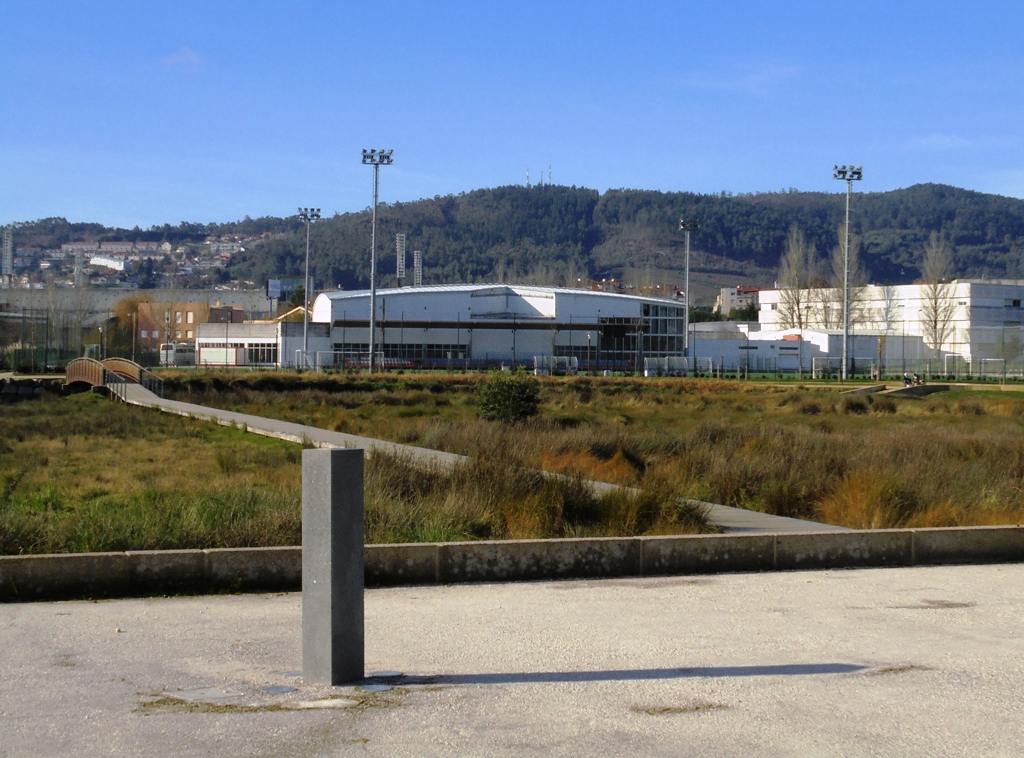
Céu nublado de Giovanni Anselmo
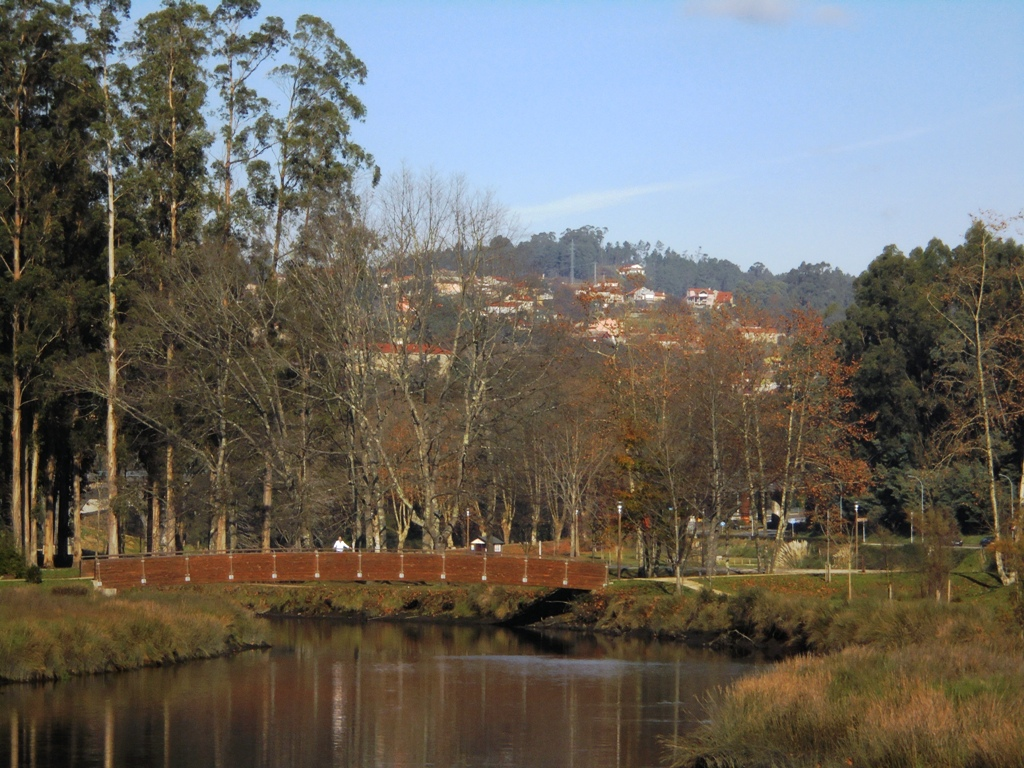
Pontes sobre o canal da ilha
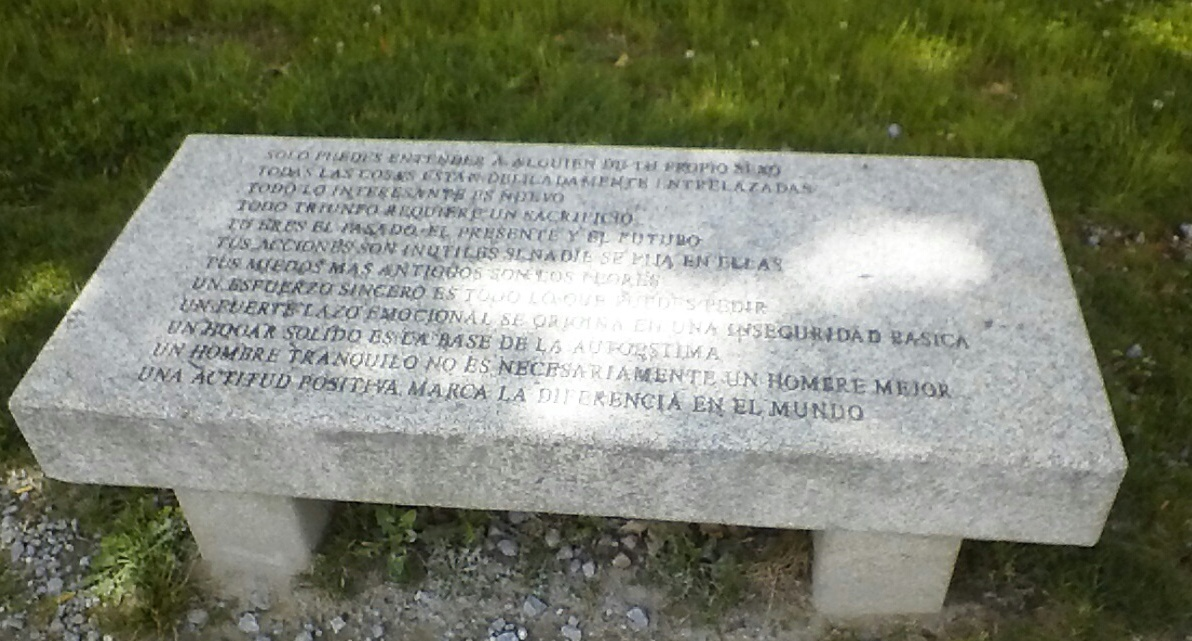
Banco de Jenny Holzer.
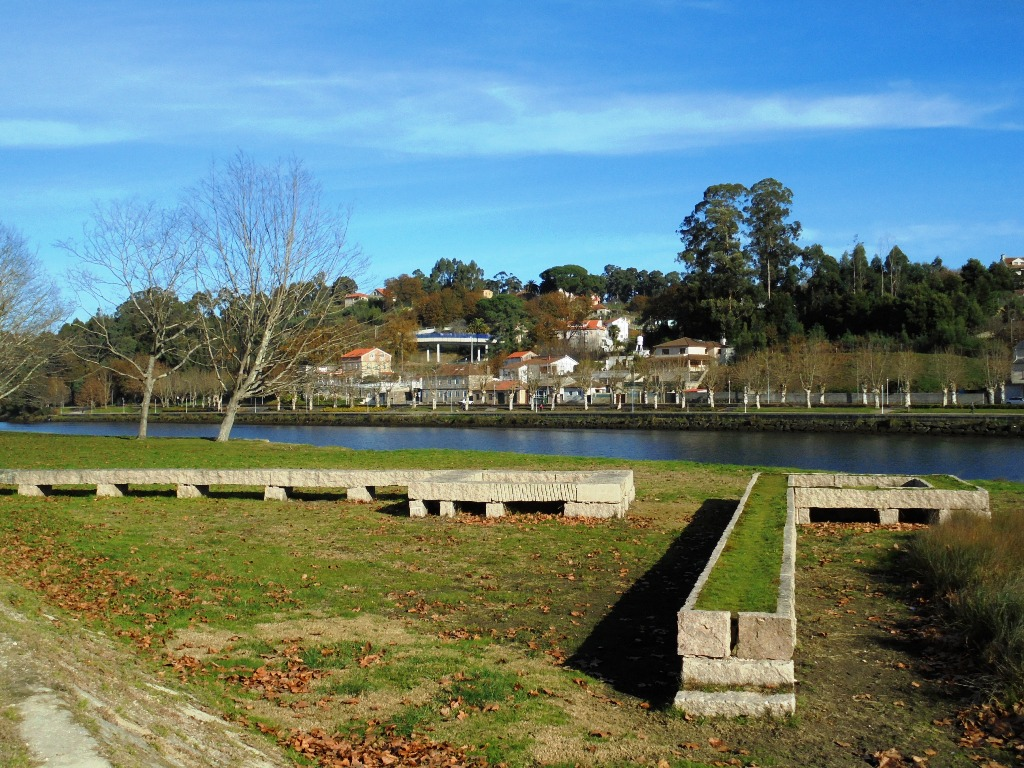
Caminho de Juncos de Enrique Velasco.
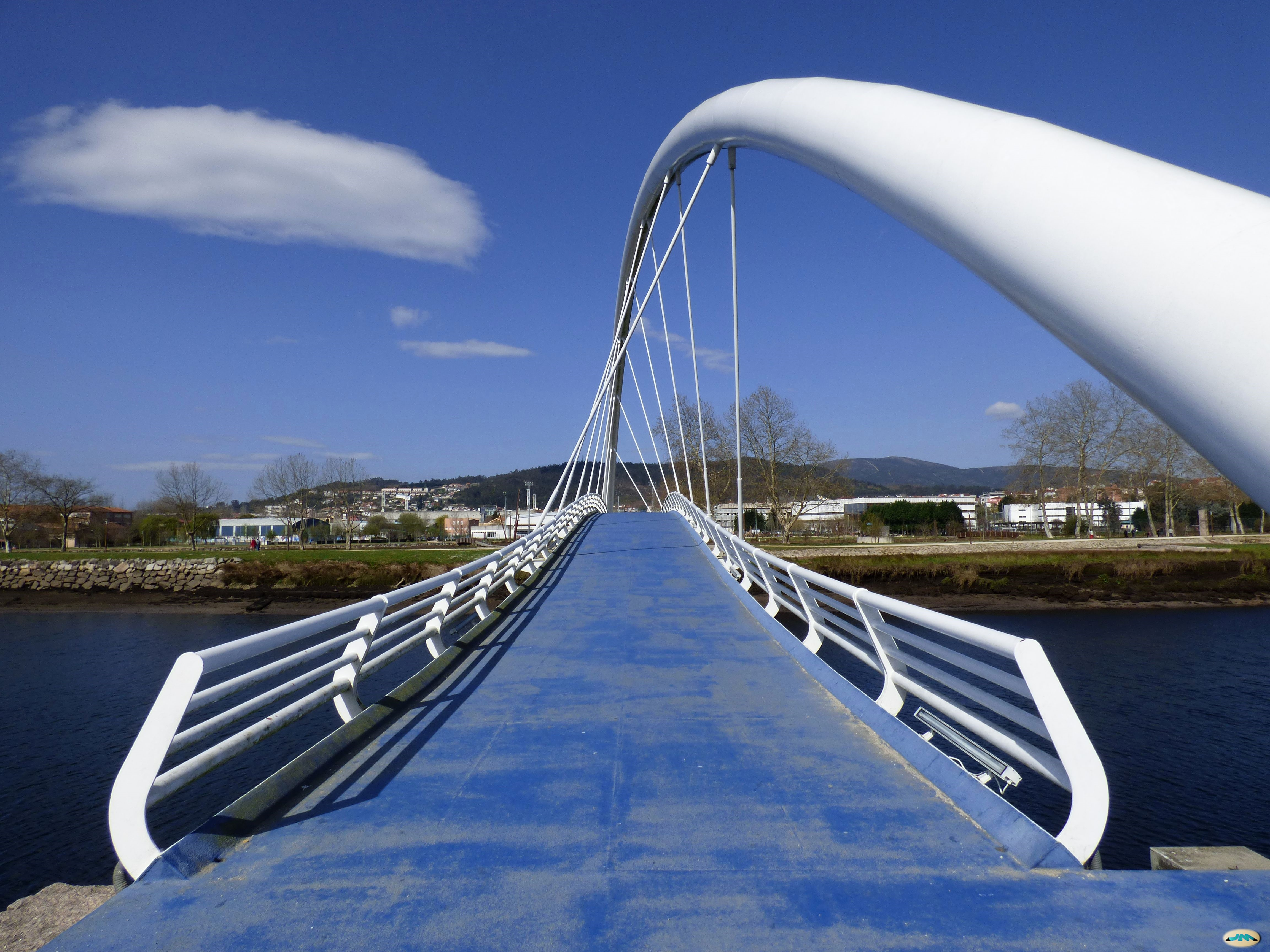
Passarela para peōes de acesso à ilha.
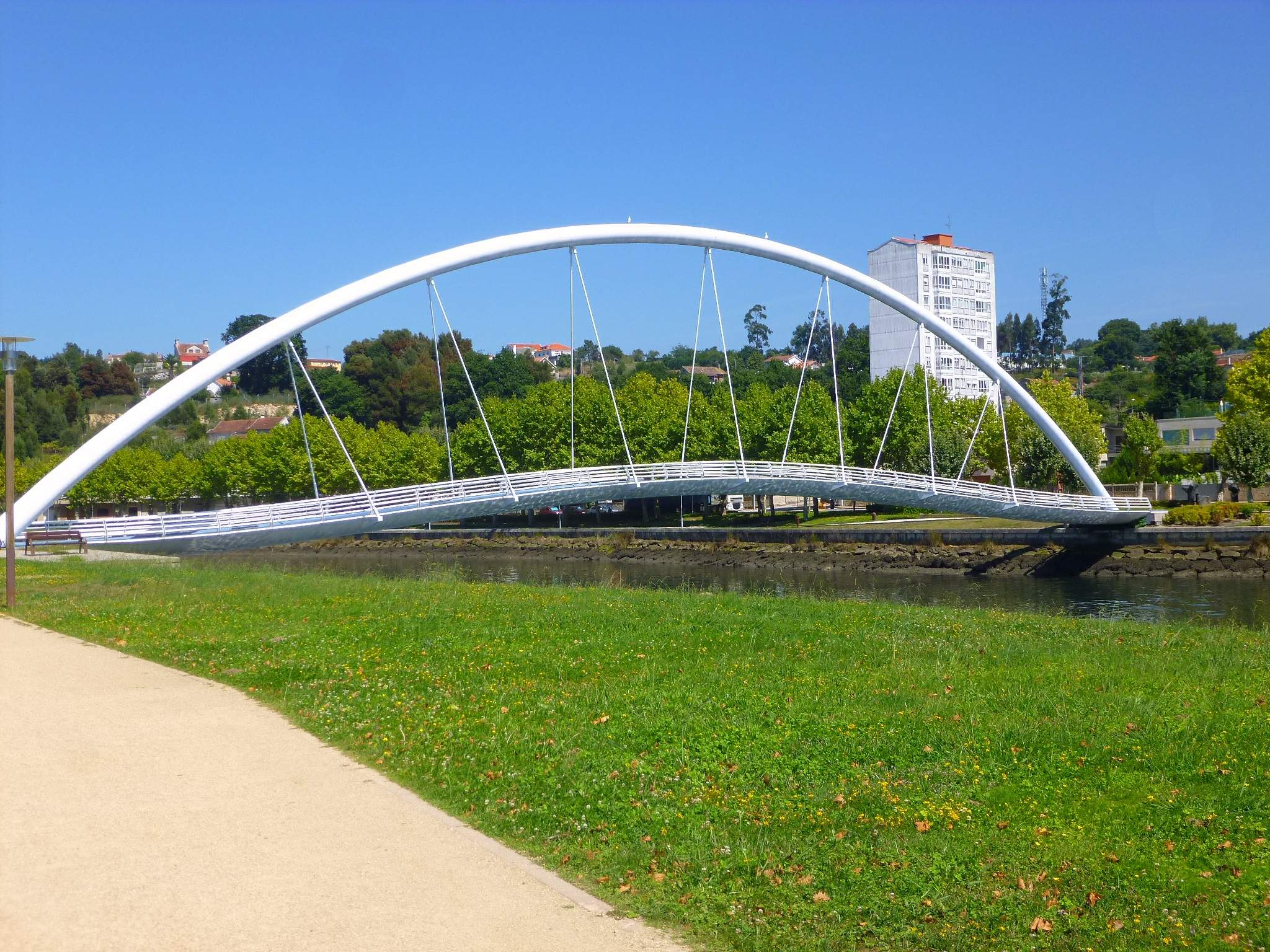
Passarela para peões sobre o rio Lérez.
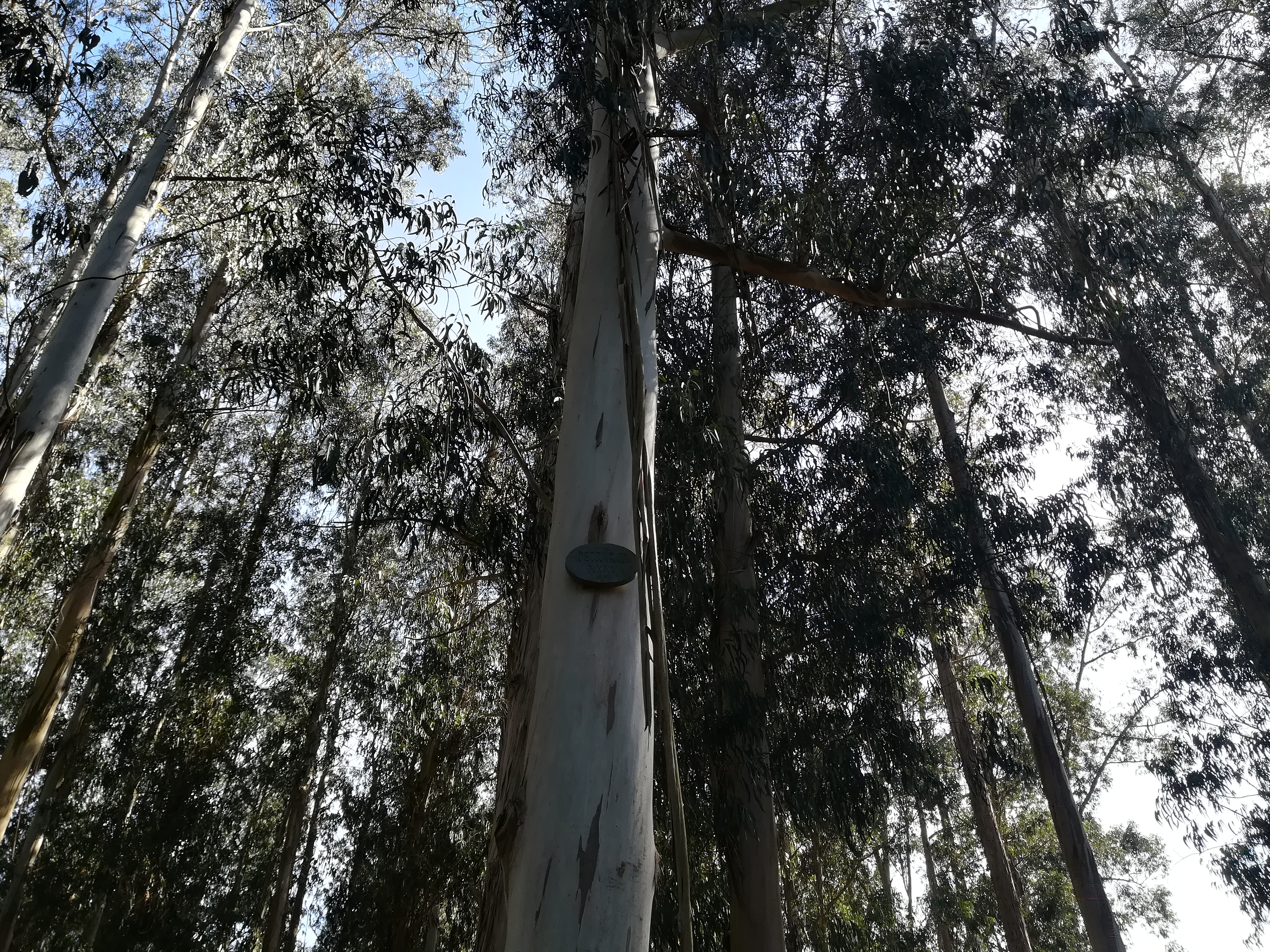
Petrarca de Ian Hamilton Finlay
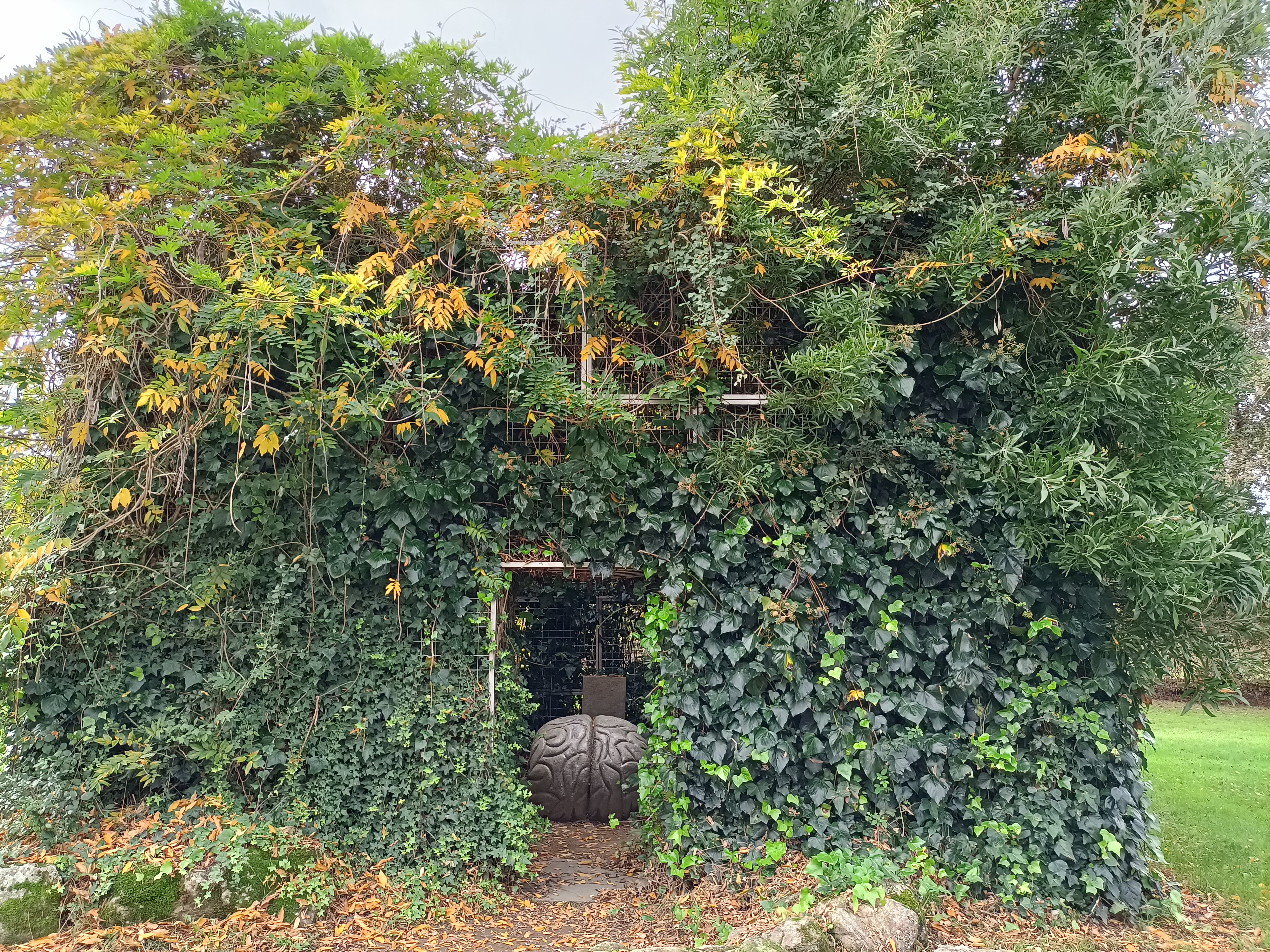
Folie de Anne e Patrick Poirier, Hortus conclusus.

### Artigos relacionados
- Land art
- Passeio Marítimo de Pontevedra
- Parque Natural Marismas de Alba
- Alameda de Pontevedra
- Parque das Palmeiras